# Marcelo Ferreira
Marcelo Ferreira (Niterói, 26 settembre 1965) è un velista brasiliano.
Ha vinto tre medaglie olimpiche nella vela: una medaglia d'oro alle Olimpiadi 1996 di Atlanta nella classe star insieme a Torben Grael, una medaglia d'oro ad Atene 2004 nella classe star con Grael e una medaglia di bronzo a Sydney 2000 anche in questo caso nella classe star sempre con Grael.
Ha partecipato anche alle Olimpiadi 1992, quindi in totale a quattro edizioni dei giochi olimpici.
Inoltre ha vinto, sempre nella classe star, due medaglie d'oro mondiali (1990 e 1997), cinque medaglie d'argento mondiali (1991, 1995, 1998, 2002 e 2005) e due medaglie di bronzo mondiali (1994 e 1996).